# Alien 3 (jeu vidéo)
Pour les articles homonymes, voir Alien.
Alien 3 est un jeu vidéo d'action et de plates-formes développé par Probe Software, sorti en 1992 et édité sur Amiga, Commodore 64, Game Gear, Master System, Mega Drive et Nintendo Entertainment System.
Le jeu se base sur le film Alien 3.

## Système de jeu

### Généralités
Le jeu est en 2D. Le joueur incarne Ellen Ripley et sa mission consiste à libérer un maximum de prisonniers pris en otage par les redoutables Aliens. Mais suivant la plateforme, la mécanique est différente. Pour les versions Mega Drive, Master System, NES, Game Gear et Amiga, le jeu est plus orienté arcade. Il se présente comme un jeu de plateforme dont le but est de sauver tous les prisonniers avant le temps imparti dans des niveaux labyrinthiques. Les aliens sont nombreux et les items (comprenant santé et munitions) plutôt bien cachés.

### Super Nintendo
Pour la version Super Nintendo, le jeu se déroule sur une grande carte, un peu comme dans un monde ouvert (presque toute la carte est accessible) mais divisé en différents niveaux. Ripley doit régulièrement se connecter à différents terminaux pour sélectionner une mission à réaliser parmi une liste prédéfinie de six. Une fois les six missions terminées, Ripley doit affronter une reine et elle passe ensuite au niveau suivant. Une nouvelle liste de missions à réaliser est disponible avec des ennemis plus durs à battre.
Les missions peuvent consister à sauver un certain nombre de prisonniers dans une partie de la carte comme sur les autres versions, mais il existe aussi des missions où il faut par exemple ressouder des tuyaux, tuer tous les Facehuggers d'un conduit, récupérer un certain nombre d'items de soin dans l'infirmerie, etc.
Chaque niveau terminé donne accès à un code pour reprendre la progression là où le joueur en était. Pour distinguer le niveau de difficulté des ennemis, le jeu recourt au color-swapping, les ennemis passent du noir, au rouge et au bleu.

## Versions
- 1992 - Amiga, Commodore 64, Mega Drive, Master System
- 1993 - NES
- 1994 - Game Gear